# Manus (Insel)

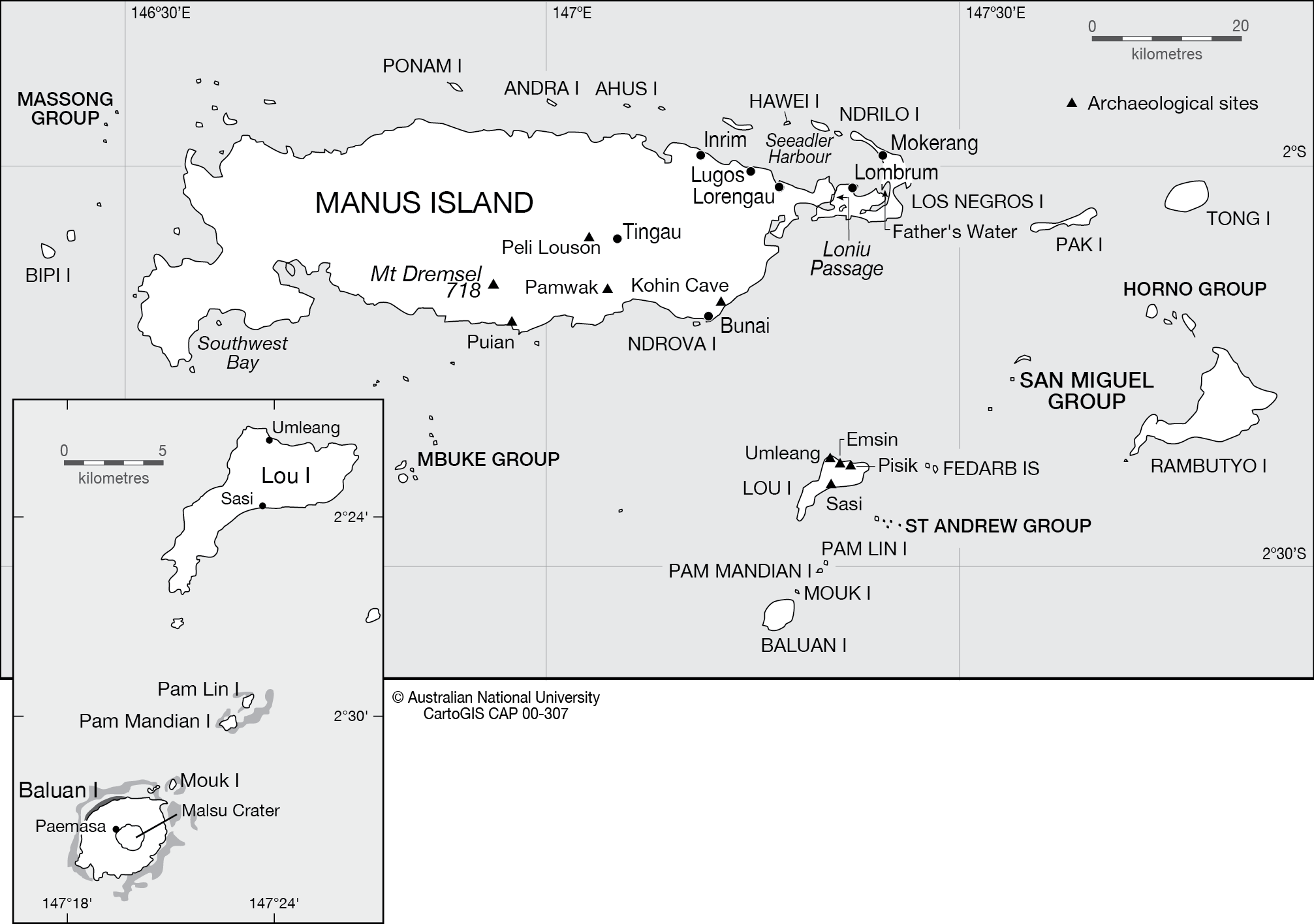
Übersichtskarte der Admiralitätsinseln mit Manus

Manus (weitere Bezeichnungen: Allisoninsel Moánus, Taui, Tjawomu, Kor) ist eine Insel im Norden von Papua-Neuguinea. Sie liegt in der Bismarcksee und gehört zur Manus Province von Papua-Neuguinea.
Manus ist die größte der Admiralitätsinseln und die fünftgrößte Insel Papua-Neuguineas. Die Insel ist etwa 100 km lang und bis zu 30 km breit. Sie ist nahezu komplett mit tropischem Regenwald bedeckt. Der höchste Punkt ist mit 720 m der Mount Dremsel.
1990 lebten etwa 33.000 Menschen auf Manus. Die Inselhauptstadt Lorengau ist zugleich Hauptort der Provinz Manus Province. Eine Brücke verbindet den Flughafen Momote Airport auf den östlich vorgelagerten Los-Negros-Inseln mit Hauptinsel und Hauptstadt.
Noch bis in die 1920er Jahre war das Innere der damals Große Admiralitätsinsel genannten Insel fast nur den Einheimischen bekannt.

## Bevölkerung und Sprachen
Trotz der relativ geringen Größe besteht auf Manus eine enorme Sprachen- und Völkervielfalt (→ Bevölkerung und Sprachen der Admiralitätsinseln). So werden allein für Manus 21 Sprachen angegeben. Die indigenen Einwohner werden ethnisch zu den Melanesiern gerechnet.
Etwa ein Drittel der Bevölkerung verkauft Fisch oder andere Produkte wie Kopra oder Kakao an Exporteure. Nur etwa 10 % der Bevölkerung gehen anderen Berufen nach und nur 1 % ist selbstständig in vollständiger Erwerbswirtschaft tätig. Die traditionellen Nahrungsquellen werden heute durch importierte Produkte – vor allem Reis, Fischkonserven und Fleisch, Gebäck, Tee, Kaffee, Zucker, Bier, Zigaretten und Tabak – ergänzt. Bis Mitte der 1990er Jahre wurden praktisch alle Gegenstände sowie Häuser und Kanus noch traditionell hergestellt. Seither tauchen verstärkt moderne Gegenstände auf. Das Handwerk erfährt jedoch auch eine Wiederbelebung durch den Verkauf an Touristen.

### Kulturen
Kulturell werden gemeinhin drei verschiedene Volksgruppen auf Manus unterschieden: (siehe auch: Kulturen auf den Admiralitätsinseln)

#### Matakor
Die Matakor (auch Matankor oder Matankol) genannte Gruppe sind Küstenbewohner, die vor allem im Westen, Norden und Osten wohnen. Sie leben von Yamsanbau, der Viehhaltung (Schweine und Hühner), dem Fischfang und der Jagd auf Meeresschildkröten. Sie bewohnen bodenebene Hütten Früher stellten sie Muschelgeld und Obsidianmesser her, die auch für den Tauschhandel produziert wurden. Nach wie vor berühmt sind ihre kunstvollen Holzschnitzereien wie Ahnenfiguren und riesengroße runde Schalen mit spiralig gehaltenen oder mit Figuren verzierten Henkeln. Ihre Vorfahren kamen vermutlich als letzte Gruppe auf die Insel.

#### Usiai
Die Gruppe der Usiai (auch Uisiai), die früher ausschließlich im gebirgigen Inland wohnten, betreiben ebenfalls Landbau und wohnen in bodenebenen Hütten. Ihre Vorfahren waren die ersten Besiedler von Manus, die im Laufe der Jahrhunderte von den Neuankömmlingen ins Landesinnere verdrängt wurden. Auffallend ist ihre geringe Körpergröße. Die Usiai sind bekannt für kunstvolles Flechtwerk, vor allem Körbe, aber auch wasserdicht gemachte Schalen und Kalebassen. Obwohl sie von den Küstenbewohnern früher nicht geachtet wurden, bestand ein reger Warenaustausch zwischen ihnen. (→ Tauschsystem „Fisch für Stärke“)

#### Manus
Die Kultur der rund 4000 titansprachigen Manus (Sprache der Manus-Untergruppe der Admiralitätsinsel-Sprachen, auch M’bunai, Moanus oder Tito genannt), die an der Südostküste der Insel sowie u. a. auf Baluan, den San-Miguel-Inseln und Rambutyo leben, wurden um 1960 von der US-amerikanischen Ethnologin Margaret Mead untersucht.
Die Manus sind ausschließlich auf den Fischfang spezialisiert und lebten bis zum Zweiten Weltkrieg auf Pfahlbauten, die in den flachen Lagunen stehen. Andere Nahrungsmittel wurden früher gegen Fisch bei den Nachbarvölkern getauscht. Der persönliche ökonomische Erfolg hat für die Männer einen enorm hohen Stellenwert und bestimmt ihren sozialen Status. Dieses Wettstreben führt nicht selten zu einem ungesunden Arbeitseifer und hatte früher zusammen mit dem permanent empfundenen Konkurrenzdruck oftmals eine deutlich verkürzte Lebenszeit zur Folge. Respekt vor dem Besitz anderer, Schamgefühl und körperliche Ertüchtigung sind daneben die höchsten Wertvorstellungen der Manus-Gesellschaft. Die sittlichen Moralvorstellungen (Sexualität, Ehe, Ordnung, Ehre, Solvenz) sind sehr hoch und erinnern an die Werte im Europa des 19. Jahrhunderts. Eine Ausnahme bilden die Gemeinschaftshäuser der Junggesellen, die ein recht lustiges, prahlerisches und unmoralisches Leben am Rande der Gesellschaft führen – bis sie heiraten. Während des Erwachsenseins wird alle Energie in das Erfolgsstreben gesteckt, so dass persönliche Motive wie Zuneigung und Vorlieben, aber auch Abneigung und Hass keine Rolle spielen. Dieses soziokulturelle System spiegelte sich früher in den Glaubensvorstellungen wider: Man suchte nicht die Harmonie mit der Natur oder der Geisterwelt mit Hilfe spirituell-transzendenter Methoden, sondern versuchte schlicht die Geister durch kleine materielle Opfergaben günstig zu stimmen.
In der Kolonialzeit waren die Manus bei den Europäern gefürchtet, da sie häufig Ansiedlungen und Schiffe überfielen. Im Zweiten Weltkrieg kämpften viele von ihnen an der Seite der Amerikaner gegen die Japaner. Danach verließen sie die künstlichen Pfahlbauinseln und zogen aufgrund der Kriegseindrücke (dunkelhäutige Soldaten wurden respektiert, moderne Güter hatten Macht) an die Küste und ins Landesinnere, um dem Prediger Paliau Maloat zu huldigen, der die Ankunft von Gütern aus Amerika versprach, wenn die Menschen ihren Alltag nach amerikanisch-militärischem Vorbild ausrichteten. 1947 zogen die Australier Maloat aus dem Verkehr; die religiöse Neuausrichtung der Anhänger war jedoch nicht mehr rückgängig zu machen. (siehe auch: Cargo-Kult)

## Wirtschaft
Die meisten Insulaner sind – mit Ausnahme der Bewohner von Lorengau – nach wie vor Fischer und Subsistenzbauern. Die Bewohner der umliegenden Inseln und die Titan-Manus der Südküste tauschten früher Fisch und Korallenkalk im Landesinnern der Hauptinsel gegen landwirtschaftliche Produkte, wie beispielsweise Sago, Obst und Gemüse. Dieses komplexe Tauschhandels- bzw. Muschelgeldsystem „Fisch gegen Sagostärke“ wurde im Zweiten Weltkrieg geschwächt. Anschließend zogen viele Inlandbewohner an die Küste, um dort selbst zu fischen und Korallen zu sammeln. Seit etwa 1970 wurde es weitgehend durch moderne Handelsformen ersetzt.
Die Einbindung in die moderne Geldwirtschaft erfolgt durch den lokalen Verkauf von Kokosnüssen, Gemüse, Bananen, Betelnuss, Fisch, Kakao und Früchten. Eine weitere Geldquelle sind Überweisungen aus Port Moresby.
Bis 2009 wurden Seegurken gefangen.

## Geschichte
Die Insel Manus wurde 1529 vom spanischen Seefahrer und Kaufmann Álvaro de Saavedra für den europäischen Kulturkreis entdeckt und Uray la Grande genannt. Von 1885 bis 1899 gehörte Manus zum Deutschen Schutzgebiet und von 1899 bis 1914 zur Kolonie Deutsch-Neuguinea. In diesem Zeitraum begannen deutsche Bergbaufirmen mit dem Abbau von Phosphaten und anderen Bodenschätzen, erste Handelsposten wurden auf den vorgelagerten Inseln eingerichtet und Völkerkundler nahmen Kontakt zu den Eingeborenen auf. Alle Aktivitäten der Kolonialherren stießen oft auf heftigen Widerstand, der zahlreiche Opfer forderte. Die Europäer ahndeten dies mit ebenfalls gewalttätigen Strafexpeditionen – teilweise unter Mitwirkung von Kriegsschiffen – bei denen hunderte von Einheimischen starben. Im Juli 1914 nahm die Liebenzeller Mission ihre Tätigkeit auf Manus auf. Bis 2015 entstanden durch ihre Arbeit 22 Grundschulen und 18 weiterführende Schulen.
Im November 1914 wurde die Insel von australischen Truppen besetzt und nach dem Krieg als Mandat des Völkerbundes von Australien verwaltet. Nach der Eroberung 1942 (→ Schlacht um die Admiralitätsinseln) richtete Japan eine Militärbasis auf Manus ein. Am 17. März 1943 wurden die wenigen auf Manus lebenden Europäer, darunter die deutschen Missionare und ihre Angehörigen, von den Japanern umgebracht. 1944 wurde die Insel von den Streitkräften der Vereinigten Staaten erobert. Eine Nachschubbasis der USA für die britische Pazifikflotte existierte bis über das Ende des Krieges hinaus auf der Insel.
Ab 1949 gehörte die Insel Manus zu dem von Australien verwalteten UN-Treuhandgebiet Territorium Papua und Neuguinea. 1950 und 1951 hielt das australische Militär die letzten Prozesse gegen japanische Kriegsverbrecher der Kategorie B und C auf der Insel ab. Diese war als Gerichtsort ausgewählt worden, weil sie der Japan am nächsten liegende Teil australischen Territoriums war. Die japanischen Gefangenen wurden 1953 ins Sugamo-Gefängnis von Tokio überstellt.
Die US-amerikanische Anthropologin und Ethnologin Margaret Mead lebte vor und nach dem Zweiten Weltkrieg auf Manus und lieferte in ihrem Buch Growing up in New Guinea einen detaillierten Forschungsbericht über die Lebensgewohnheiten der Kinder auf Manus und ihr Denken im Vergleich mit dem Denken westlicher Kinder.
Seit 1975 ist die Insel Manus Teil des unabhängigen Staates Papua-Neuguinea.
Im Dezember 2008 wurde die Insel von schweren Sturmfluten getroffen. Laut UN-Angaben musste die Hälfte der Inselbevölkerung evakuiert werden.

## Flüchtlingslager

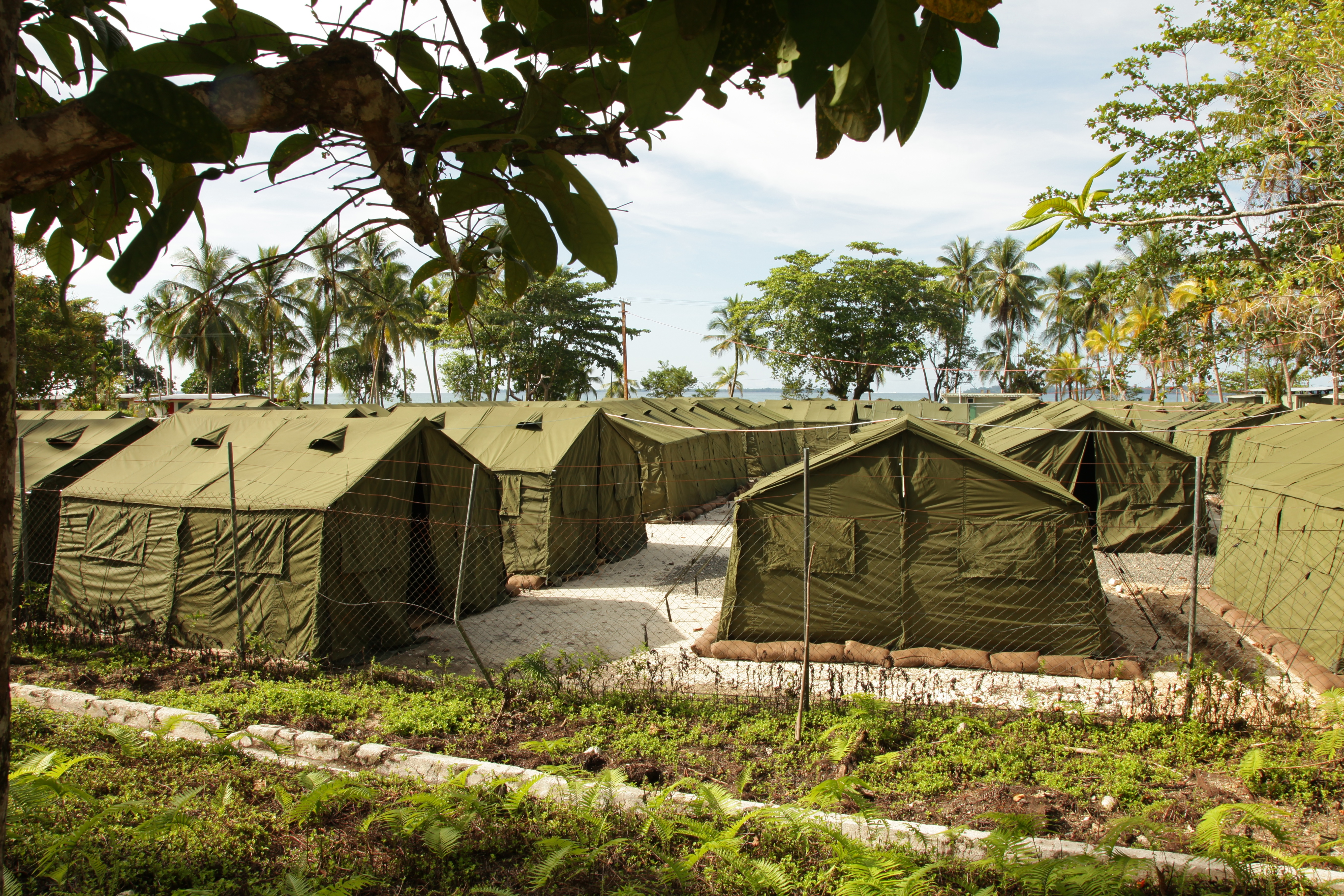
Blick in die „Zeltstadt“ des Manus Regional Processing Centre

Im Jahr 2001 wurde auf Manus das Manus Regional Processing Centre, ein Internierungslager für Asylsuchende, eingerichtet. Dieses Auffanglager, in dem die Asylsuchenden in Einwanderungshaft genommen werden, war Teil der australischen „Pazifischen Lösung“, eines Konzepts, das Flüchtlinge davon abhalten soll, australisches Territorium zu betreten. Der vorübergehend letzte Insasse des Lagers war Aladdin Sisalem, der von Juli 2003 an in Einzelhaft auf Manus festgehalten wurde, bis er schließlich 2004 in Australien Asyl erhielt.
Im August 2012 kündigte die australische Ministerpräsidentin Julia Gillard mit der Wiederaufnahme der Ausweisung von Bootsflüchtlingen auch nach Manus eine neuerliche Kehrtwende in der australischen Flüchtlingspolitik an. Laut einer Regierungsangestellten soll das Lager jedoch „völlig ungeeignet für die Unterbringung von Menschen“ sein. 2015 starben bei Unruhen und durch Selbstverletzung mehrere Flüchtlinge.
Nachdem der Oberste Gerichtshof Papua-Neuguineas das Internierungslager zuletzt im August 2016 als illegal eingestuft hatte, gab Australien dessen Schließung bekannt. Der australische Migrationsminister Peter Dutton erklärte jedoch, die ca. 800 auf Manus internierten Menschen nicht aufnehmen zu wollen. Sein Land werde mit Papua-Neuguinea zusammenarbeiten, um eine Ansiedlung der Betroffenen vor Ort oder ihre Rückkehr in ihre Heimatländer zu organisieren. Der Oberste Staatsrichter von Papua-Neuguinea erklärte im März 2017, dass die damals 861 Lagerinsassen sich ab sofort auch außerhalb des Lagers frei bewegen könnten und dass das Lager am 31. Oktober 2017 endgültig geschlossen werde. Das Lager wurde planmäßig geschlossen, das Personal abgezogen und die Versorgung mit Strom, Wasser und Nahrungsmitteln eingestellt. Anfang November 2017 befanden sich noch etwa 600 Männer auf dem Gelände, die meisten stammten aus Iran, Afghanistan, Sri Lanka, Pakistan und Bangladesch. Die Männer hatten sich geweigert alternative Angebote des australischen Staates, wie die Umsiedlung in das Nauru Regional Processing Centre im Inselstaat Nauru, oder nach Lorengau, der Hauptstadt der Manus Province, oder eine Ansiedlung in Kambodscha zu akzeptieren. Am 24. November 2017 holten Polizeikräfte die letzten 370 Männer aus dem Lager. Sie wurden in die neuen Lager East Lorengau Transit Centre, West Lorengau Haus und Hillside Haus transportiert. Alle drei Lagerkomplexe befinden sich etwa 30 Kilometer von der Provinzhauptstadt Lorengau entfernt.

## Tourismus
Manus wird von Zeit zu Zeit von Kreuzfahrtschiffen angelaufen.